# 小棘鼠
小棘鼠（學名：Rattus steini，英文：Stein's rat），又名斯坦因鼠，屬於囓齒目鼠科 。主要棲息於西巴布亞、印度尼西亞及巴布亞新幾內亞。